# Rives-du-Loir-en-Anjou
Rives-du-Loir-en-Anjou is een fusiegemeente (commune nouvelle) in het Franse departement Maine-et-Loire in de regio Pays de la Loire. De gemeente maakt deel uit van het arrondissement Angers. De gemeente telde 5.642 inwoners op 1 januari 2022.

## Ontstaan
Rives-du-Loir-en-Anjou is op 1 januari 2019 ontstaan door de fusie van de gemeenten Soucelles en Villevêque. 

## Geografie
De oppervlakte van Rives-du-Loir-en-Anjou bedroeg op 1 januari 2022 47,23 vierkante kilometer; de bevolkingsdichtheid was toen 119,5 inwoners per km².

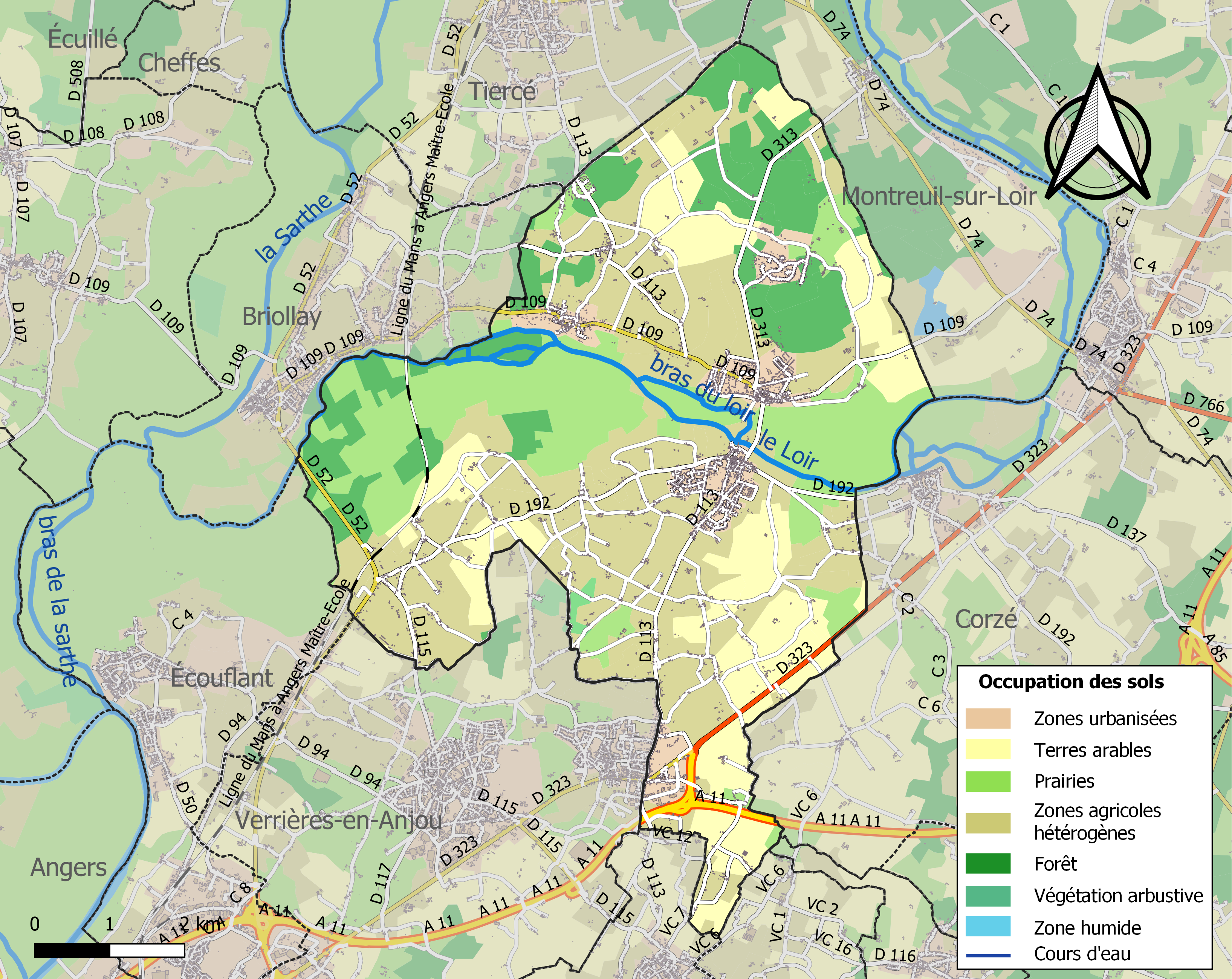
Kaart van de gemeente met de belangrijkste infrastructuur, bodemgebruik en omliggende gemeenten